# UDトラックス北海道
UDトラックス北海道株式会社（ユーディートラックスほっかいどう）とは、北海道札幌市に本社を置き、北海道道央・道南地域を営業範囲とし、UDトラックス（旧:日産ディーゼル工業） が製造する自動車全般を販売する会社である。
なお、2009年1月1日に設立の日産ディーゼルトラックス（のちのUDトラックスジャパン）への統合は、地場資本が含まれているため対象外であったが、2010年2月1日に日産ディーゼル工業がUDトラックスへ商号及びブランド名を変更したことに伴い、「日産ディーゼル北海道販売株式会社」から現社名に変更した。

## 支店・営業所
- 支店・営業所を参照。